# 大冷镇
大冷蒙古族乡，是中华人民共和国辽宁省阜新市彰武县下辖的一个乡镇级行政单位。

## 行政区划
大冷蒙古族乡下辖以下地区：
大冷村、套力村、大庙村、木头营子村、曹家村、后腰窝堡村、中窑村、蛤蟆屯村、上三家子村和程沟村。